# Абдель Халим Али
Абдель Халим Али (араб. عبد الحليم علي عبد الحليم‎; род. 24 октября 1973, Эль-Гиза) — египетский футболист, нападающий. Играл за «Замалек» и за национальную сборную Египта.

## Карьера
Али начал свою футбольную карьеру в клубе «Аль-Шаркиа Лелдохан». В 1994 году он дебютировал в египетской премьер-лиге. Он играл в ней до 1999 года, а затем перебрался в Каирский клуб «Замалек». В 2000 году он добился своего первого успеха с ФК «Замалек», когда выиграл Кубок обладателей кубков КАФ. В 2001 году он выиграл свой первый национальный чемпионат, а в 2002 году — свой первый Кубок Египта. В том же году он выиграл Лигу чемпионов и Суперкубок Африки. В 2003 и 2004 годах он выигрывал и другие чемпионские титулы, а в сезоне 2003/2004, забив 20 голов, стал лучшим бомбардиром Первой лиги Египта. В 2008 году он выиграл свой последний в карьере Кубок Египта, а летом 2009 года завершил карьеру в возрасте 36 лет.

## Достижения

### Командные
«Замалек»
- Чемпион Египта (3):2000/01,2002/03,2003/04
- Обладатель Кубка Египта (2): 2002,2008
- Обладатель Суперкубка Египта (2): 2001,2002
- Обладатель Кубка обладателей кубков КАФ (1): 2000
- Победитель Лиги чемпионов КАФ (1):2002
- Обладатель Суперкубка КАФ (1): 2003
- Победитель Арабской лиги чемпионов (1): 2003
- Обладатель Кубка Президента Египта (1): 2003
- Итого: 12 трофеев

Сборная Египта
- Обладатель Кубка Африканских наций (1): 2006
- Обладатель Кубка мира по футболу среди военнослужащих (1): 2001
- Обладатель Африканского кубка среди военнослужащих (1): 2004
- Итого: 3 трофея